# Ефимовская (станция)
Ефимовская — железнодорожная станция Волховстроевского отделения Октябрьской железной дороги, находящаяся в посёлке Ефимовский.
Первоначально станция была в составе Петербурго-Вологодской ж. д., с 1907 г. - Северных железных дорог, затем в составе Николаевской (ныне Октябрьской) железной дороги.
Станция имеет пять путей, все они электрифицированы.
На станции останавливаются все проходящие через неё электропоезда, и несколько поездов дальнего следования.
- Вторая платформа
- Вокзал
- Водонапорная башня на станции

## История
Направление дороги от С.-Петербурга на Вологду и далее на Вятку было утверждено 5 мая 1901 г. Железнодорожное полотно легло вблизи деревни Ефимово и уже в 1906 году по нему прошли первые пассажирские поезда. Железная дорога была построена и функционировала, и вокруг неё стали селиться люди, строиться магазины, новые дома. Так появилась станция Ефимовская.

## Пассажирские перевозки

### Дальнее сообщение
| Круглогодичное обращение поездов | Круглогодичное обращение поездов | Круглогодичное обращение поездов | Круглогодичное обращение поездов |
| № поезда                         | Маршрут движения                 | № поезда                         | Маршрут движения                 |
| -------------------------------- | -------------------------------- | -------------------------------- | -------------------------------- |
| 9                                | Архангельск — Санкт-Петербург    | 10                               | Санкт-Петербург — Архангельск    |
| 77                               | Воркута — Санкт-Петербург        | 78                               | Санкт-Петербург — Воркута        |
| 97                               | Микунь — Санкт-Петербург         | 98                               | Санкт-Петербург — Микунь         |
| 123                              | Киров — Санкт-Петербург          | 124                              | Санкт-Петербург — Киров          |
| 617 "Белые ночи"                 | Вологда — Санкт-Петербург        | 618 "Белые ночи"                 | Санкт-Петербург — Вологда        |

| Сезонное обращение поездов | Сезонное обращение поездов  | Сезонное обращение поездов | Сезонное обращение поездов  |
| № поезда                   | Маршрут движения            | № поезда                   | Маршрут движения            |
| -------------------------- | --------------------------- | -------------------------- | --------------------------- |
| 191                        | Челябинск — Санкт-Петербург | 192                        | Санкт-Петербург — Челябинск |

| Пригородное сообщение | Пригородное сообщение     | Пригородное сообщение | Пригородное сообщение     |
| № поезда              | Маршрут движения          | № поезда              | Маршрут движения          |
| --------------------- | ------------------------- | --------------------- | ------------------------- |
| 6053/6015             | Бабаево — Санкт-Петербург | 6016/6054             | Санкт-Петербург — Бабаево |
| 6023/6021             | Бабаево — Волховстрой-1   | 6022/6024             | Волховстрой-1 — Бабаево   |